# Дадан-Блатова кошница
Дадан-Блатова кошница (ДБ) је поред Лангстрот-Рутовом кошницом једна од најзаступљенијих кошница на простору бивше Југославије. Име је добила по Шарлу Дадану, француско-америчком пчелару који је први кренуо да пчелари типом кошнице сличном овој и пчелару Е. Блату који је усавршио кошницу. 
Ова кошница је погодна за велике и стациониране пчелињаке, јер се њоме не може применити најсавременија техонологија пчеларења. Највећи недостатак ове кошнице су неједнаки рамови (оквири) у плодишту и медишту, док јој се за предност приписују могућност доброг зимовања пчелиње заједнице.
Ова кошница се састоји од подњаче, једног дубоког наставка (тела) које служи за плодиште, два полунаставка (плитка тела) која служе за медиште, поклопне даске, збега, мреже, крова-поклопца, 12 нормалних рамова унутрашњих димензија 420 х 270 mm и 24 полурамова унутрашњих димензија 420 х 115 mm. У новије време, све је популарнија ДБ кошница са 10 рамова.
Плодиште ДБ кошнице може да има и до 3,6 kg пчела што је важно за бржи унос већих количина меда. Заједнице у ДБ кошници у почетку саме сезоне брзо се развијају без већих интервенција пчелара.